# Oren Peli
Oren Peli (ebraico אורן פלאי; Ramat Gan, 7 gennaio 1970) è un produttore cinematografico, sceneggiatore, regista, direttore della fotografia e montatore israeliano naturalizzato statunitense.
Nel 1995 entra nel mondo del lavoro come disegnatore progettista di videogiochi. Si forma poi nel cinema israeliano, e debutta  dirigendo e scrivendo Paranormal Activity, un falso documentario a basso costo (si parla di 15 000 dollari) sul quale aveva lavorato per alcuni anni e che è uscito dopo vari problemi nel 2007, riscuotendo un incredibile successo internazionale tanto da spingere la Paramount Pictures a pianificare la realizzazione di un seguito.
Subito dopo l'uscita del suo primo film, Peli ha iniziato a lavorare a un'altra opera sullo stesso stile, Area 51.

## Filmografia

### Produttore
- Paranormal Activity 2, regia di Tod Williams (2010)
- Insidious, regia di James Wan (2010)
- Paranormal Activity 3, regia di  Ariel Schulman e Henry Joost (2011)
- Chernobyl Diaries - La mutazione, regia di Bradley Parker (2012)
- Paranormal Activity 4, regia di  Ariel Schulman e Henry Joost (2012)
- Le streghe di Salem (The Lords of Salem), regia di Rob Zombie (2012)
- Oltre i confini del male - Insidious 2 (Insidious: Chapter 2), regia di James Wan (2013)
- Il segnato (Paranormal Activity: The Marked Ones), regia di Christopher Landon (2014)
- Area 51 (2015)
- Insidious 3 - L'inizio, regia di Leigh Whannell (2015)
- Insidious - L'ultima chiave (Insidious: The Last Key), regia di Adam Robitel (2018)

### Sceneggiatore
- Paranormal Activity (2007)
- Chernobyl Diaries - La mutazione (2012)
- Area 51 (2015)

### Regista
- Paranormal Activity (2007)
- Area 51 (2015)

### Direttore della fotografia
- Paranormal Activity (2007)
- Area 51 (2015)

### Montatore
- Paranormal Activity (2007)

### Libri
- The Diary of Lawson Oxford